# Ramariopsis cinnamomipes
Ramariopsis cinnamomipes är en svampart som beskrevs av R.H. Petersen 1978. Ramariopsis cinnamomipes ingår i släktet Ramariopsis och familjen fingersvampar.   Inga underarter finns listade i Catalogue of Life.